# Ланкастер (округ, Небраска)
Шаблон:StateAbbr_ 40°47′ пн. ш. 96°41′ зх. д. / 40.78° пн. ш. 96.69° зх. д.
Округ Ланкастер (англ. Lancaster County) — округ (графство) у штаті Небраска, США. Ідентифікатор округу 31109.

## Історія
Округ утворений 1854 року.

## Демографія
За даними перепису 
2000 року 
загальне населення округу становило 250291 осіб, зокрема міського населення було 226582, а сільського — 23709.
Серед мешканців округу чоловіків було 125029, а жінок — 125262. В окрузі було 99187 домогосподарств, 60702 родин, які мешкали в 104217 будинках.
Середній розмір родини становив 3.
Віковий розподіл населення поданий у таблиці:
| Стать    | До 15 років | 15-21 | 22-29 | 30-39 | 40-49 | 50-65 | 65-85 | Понад 85 |
| -------- | ----------- | ----- | ----- | ----- | ----- | ----- | ----- | -------- |
| Чоловіки | 24929       | 16657 | 19044 | 19132 | 18600 | 16095 | 9681  | 891      |
| Жінки    | 23869       | 16381 | 16674 | 17660 | 18524 | 16646 | 12959 | 2549     |

## Суміжні округи
- Сондрес — північ
- Кесс — північний схід
- Ото — південний схід
- Джонсон — південний схід
- Ґейдж — південь
- Салін — південний захід
- Сюорд — північний захід
- Батлер — північний захід

## Виноски
1. ↑  US Decennial Census. US Census Bureau. Архів оригіналу за 12 травня 2015. Процитовано 9 грудня 2014.
2. ↑  Historical Census Browser. University of Virginia Library. Архів оригіналу за 11 серпня 2012. Процитовано 9 грудня 2014.
3. ↑  Population of Counties by Decennial Census: 1900 to 1990. US Census Bureau. Архів оригіналу за 27 квітня 2015. Процитовано 9 грудня 2014.
4. ↑  Census 2000 PHC-T-4. Ranking Tables for Counties: 1990 and 2000 (PDF). US Census Bureau. Архів оригіналу (PDF) за 18 грудня 2014. Процитовано 9 грудня 2014.
5. ↑  State & County QuickFacts. US Census Bureau. Архів оригіналу за 23 вересня 2013. Процитовано 21 вересня 2013.(англ.) Наведено за англійською вікіпедією.
6. ↑  American FactFinder. Бюро перепису населення США. Архів оригіналу за 26 лютого 2012. Процитовано 31 січня 2008.

| США | Це незавершена стаття з географії США. Ви можете допомогти проєкту, виправивши або дописавши її. |